# Watergang (Hollande-Septentrionale)
Watergang est un village de la province de Hollande-Septentrionale aux Pays-Bas. Il fait partie de la  commune de Waterland. Il est situé sur la rive droite du Canal de la Hollande-Septentrionale.
La population de Watergang (district statistique) est d'environ 420 habitants (2001), le village proprement dit a une population de 217 habitants.

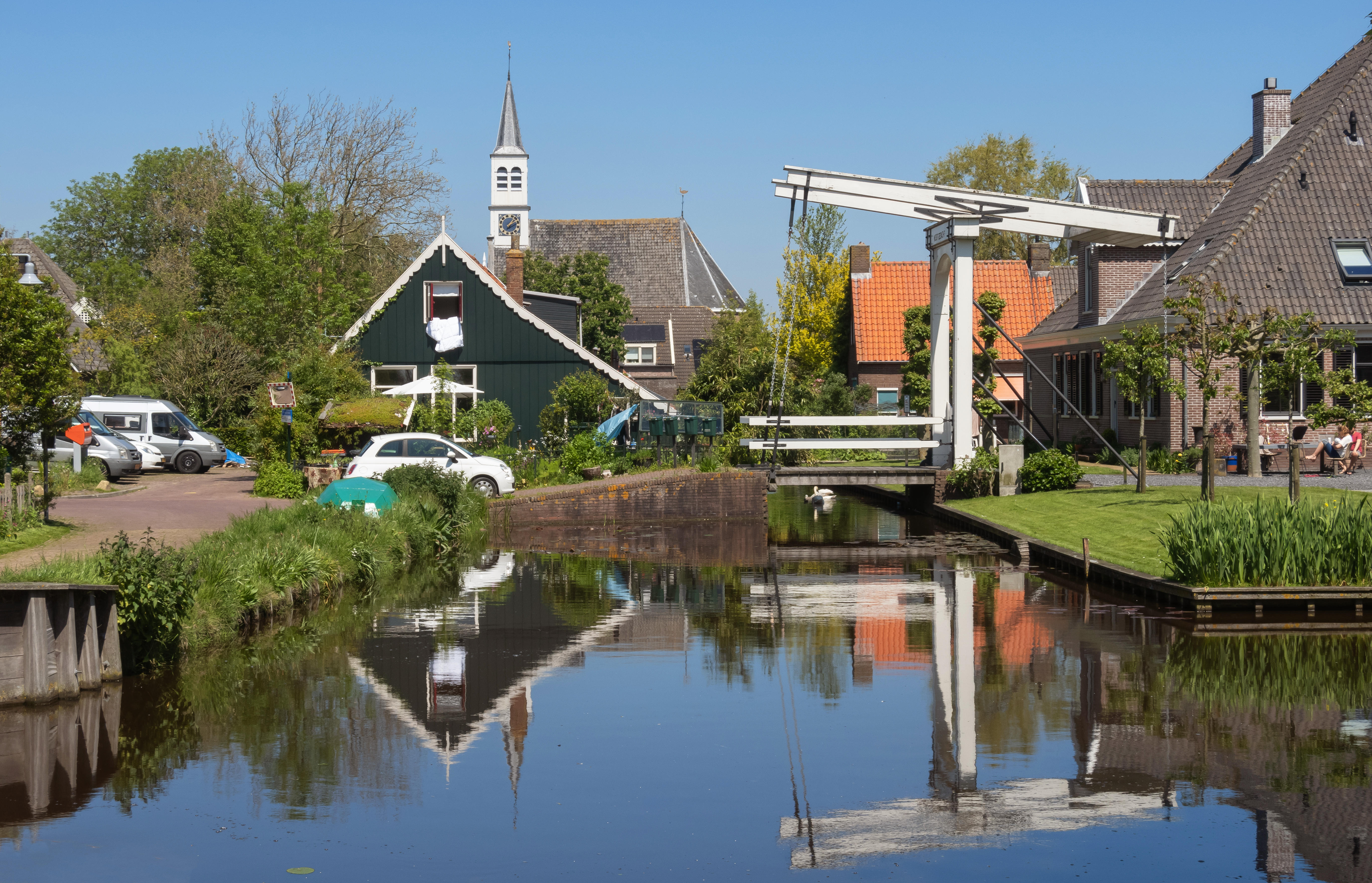
Watergang, vue sur le village avec l'église protestante et le pont basculant